# Sân bay Dansha
Sân bay Dansha (ICAO: HADA) là một sân bay ở Dansha, Ethiopia.